# Julián Sánchez Gata
Julián Sánchez Gata (nacido en 1790 en Alconchel, Badajoz) fue un militar y político español.

## Reseña biográfica
Teniente de Artillería y Capitán de Infantería.
Jefe Superior Político de Badajoz (1840).
Jefe Superior Político de la provincia de Zaragoza por R. D. de 21 de marzo de 1841.
Jefe Superior Político de la provincia de Valladolid (1842).
Diputado a Cortes.
Comendador de la Real y Distinguida Orden de Carlos Ill (1856).
Del 14 de junio de 1841 al 08 de junio de 1842 fue Presidente de la Diputación Provincial de Zaragoza.
| Predecesor: Pascual de Unceta | Presidente de la Diputación Provincial de Zaragoza 14 de junio de 1841 - 08 de junio de 1842 | Sucesor: Pascual de Unceta |